# Resolution 690 des UN-Sicherheitsrates
Die Resolution 690 des UN-Sicherheitsrates ist eine Resolution, die der Sicherheitsrat der Vereinten Nationen in seiner 2984. Sitzung am 29. April 1991 einstimmig beschloss.

## Inhalt
Mit der Resolution 690 wurde der Bericht  vom 30. August 1988 des UN-Generalsekretär Javier Pérez de Cuéllar gebilligt und eine UN-Mission zur dauerhaften Lösung des Westsaharakonflikts eingerichtet. Es werden beide Parteien zur Zusammenarbeit für eine friedliche Lösung verpflichtet. Der Finanzplan soll spätestens 16 Wochen nach Beginn der UN-Mission vorgelegt werden. Zudem wird der UN-Generalsekretär verpflichtet dem Sicherheitsrat der Vereinten Nationen regelmäßig über die Fortschritte der UN-Mission Mission des Nations Unies pour l’organisation d’un référendum au Sahara occidental (MINURSO) zu informieren.